# Флорешты (Унгенский район)
Флорешты, Флорешть (рум. Floreşti) — село в Унгенском районе Молдавии. Наряду с селом Бучумены и железнодорожной станцией Бучумены входит в состав коммуны Бучумены.

## География
Село расположено на высоте 69 метров над уровнем моря.

## Население
По данным переписи населения 2004 года, в селе Флорешть проживает 728 человек (371 мужчина, 357 женщин).
Этнический состав села:
| Национальность | Число жителей | Процентный состав |
| -------------- | ------------- | ----------------- |
| молдаване      | 707           | 97,12             |
| украинцы       | 13            | 1,79              |
| русские        | 2             | 0,27              |
| румыны         | 2             | 0,27              |
| болгары        | 1             | 0,14              |
| прочие         | 3             | 0,41              |
| Всего          | 728           | 100 %             |